# Kyathina Koppa, Shimoga
Kyathina Koppa là một làng thuộc tehsil Shimoga, huyện Shimoga, bang Karnataka, Ấn Độ.